# Tiberio Veturio Calvino
Tiberio Veturio Calvino (latino: Tiberius Veturius Calvinus; fl. IV secolo) fu console romano per due volte, nel 334 e nel 321 a.C., avendo in entrambi i casi come collega Spurio Postumio Albino Caudino.

## Biografia
Fu eletto console nel 334 a.C. con Spurio Postumio Albino Caudino. Inviati per combattere i Sidicini, non portarono a termine la campagna militare, per il timore che i Sanniti stessero per prendere le armi contro i romani.
Fu eletto console nel 321 a.C. con Spurio Postumio Albino Caudino, entrambi al secondo consolato. I due consoli condussero l'esercito romano, in territorio sannita,  fino all'imboscata presso Caudio, passata alla storia come la battaglia delle Forche Caudine. I Romani vennero attirati da finti pastori verso un passo che i Sanniti avevano fortificato, e si trovarono in una situazione di difficoltà. I consoli decisero allora di trattare con i Sanniti per uscire dalla situazione di stallo così creatasi, ma il comandante degli avversari obbligò i Romani a passare nudi sotto un giogo di lance per aver salva la vita..
Eletti i due nuovi consoli, Lucio Papirio Cursore e Quinto Publilio Filone, il Senato prese a discutere delle condizioni di pace accettata dai consoli Romani, Tiberio Veturio e Spurio Postumio, alle Forche caudine. Fu il console Spurio a parlare perché le condizioni fossero rigettate, e che lui e Tiberio fossero consegnati ai Sanniti. Condotti nei pressi di Caudio per essere consegnati ai Sanniti, furono rimandati indietro liberi da Gaio Ponzio.
La figura di Tiberio Veturio Calvino non venne mai riabilitata, e la gens Veturia, a causa della sua sconfitta, non ebbe più il consolato per cento anni, e subì una forte decadenza.